# Werner Rhode (1912)
Werner Rhode (geb. 1. Februar 1913 in Köln; gest. ?) war ein deutscher Jurist. Er war vor Mai 1945 Staatsanwalt beim Sondergericht Prag, danach Regierungsdirektor im Justizministerium von Schleswig-Holstein.

## Lebensweg
Im Deutschen Reich war bereits am 21. März 1933, also kurz nach der nationalsozialistischen „Machtergreifung“, in jedem Oberlandesgerichtsbezirk ein Sondergericht eingerichtet worden. Am 14. April 1939 wurde im deutsch besetzten Reichsprotektorat Böhmen und Mähren neben der tschechischen auch eine deutsche Gerichtsbarkeit eingeführt; bald darauf auch Sondergerichte. Im Jahr 1940 wurde auch in Prag ein Sondergericht eingesetzt. Werner Rhode wurde Staatsanwalt bei diesem Prager Sondergericht. Anhand erhalten gebliebener Gerichtsunterlagen konnte Rhodes Beteiligung an mindestens 28 Sondergerichtsverfahren nachgewiesen werden. Beispielsweise vertrat er am 23. September 1943 die Anklage in einem Verfahren gegen die Lehrlinge Edmund Škarda, Ladislaus Petr und Ladislaus Fail sowie am 19. Mai 1944 gegen die Schneiderin Anna Kovář. In dem Strafverfahren gegen den tschechische Hilfsarbeiter Josef Tyburec beantragte Rhode die Todesstrafe; ein entsprechendes Urteil des Sondergerichts Prag erging am 26. Januar 1945.
Ende April/ Anfang Mai 1945 setzte die Kriegslage und der Prager Aufstand der Tätigkeit des Sondergerichts Prag ein Ende.
Die Tschechoslowakei (ČSR) führte Rhode als Kriegsverbrecher Nr. A 38-88 auf ihrer Kriegsverbrecherliste.
Dessen ungeachtet wurde Rhode bereits im Januar 1946 für die Staatsanwaltschaft am Landgericht Kiel tätig, als Hilfsarbeiter im Rang eines Staatsanwalts zur Wiederverwendung. Am 15. April 1947 nahm die britische Militärverwaltung in Schleswig-Holstein Rhode jedoch fest und überstellte ihn an die tschechoslowakischen Behörden. Vor dem Kreisstrafgericht Prag wurde gegen Rhode Anklage erhoben wegen des Verdachts der Beteiligung an nationalsozialistischen Justizverbrechen. In seinem Urteil vom 13. Januar 1948 sprach das tschechische Gericht Rhode von diesem Vorwurf frei. Rhode wurde aus der Untersuchungshaft entlassen und kehrte nach Deutschland zurück. Am 8. März 1948 trat Rhode wieder seinen Dienst bei der Staatsanwaltschaft am Landgericht Kiel an. Am 19. April 1948 wurde er zum planmäßigen Staatsanwalt ernannt.
Ab dem 15. Juli 1954 war Rhode Erster Staatsanwalt in Kiel. Nur ein halbes Jahr später, am 9. Februar 1955, wechselte er als Oberregierungsrat in das schleswig-holsteinische Justizministerium.
Im Jahr 1958 wurde Rhodes Name auf der vom ostdeutschen Ausschuss für Deutsche Einheit auf einer Pressekonferenz in Ost-Berlin präsentierten „Liste von 600 Nazijuristen im Dienste Adenauers“ genannt.
Am 17. November 1958 erhob im britischen Unterhaus der Labour-Abgeordnete Arthur Lewis Vorwürfe gegen den westdeutschen Umgang mit NS-Justizverbrechen und kritisierte die Wiederverwendung ehemaligen NS-Justizpersonals in der bundesdeutschen Justiz. Lewis erwähnte Werner Rhode namentlich als einen nationalsozialistisch belasteten Juristen.
Am 2. Januar 1960 bezog Rhode in einer dienstlichen Erklärung Stellung zu den gegen ihn erhobenen Vorwürfen: „Wegen meiner gesamten dienstlichen Tätigkeit während des Krieges bei der deutschen Staatsanwaltschaft in Prag und wegen der damit in Zusammenhang stehenden Vorwürfe gegen mich – […] – hatte ich mich bereits vor fast 12 Jahren (Januar 1948) vor einem tschechoslowakischen Gericht in Prag zu verantworten“. In seinem Urteil vom 13. Januar 1948 sei das Kreisstrafgericht Prag zu dem Schluss gekommen, dass er mit seinen Strafanträgen den Rahmen seiner Pflichten nicht überschritten habe und „eine Schuld nicht festgestellt werden könne.“ Rhode sah sich durch den Freispruch des tschechischen Gerichts vollständig entlastet – allerdings waren seit dem Prager Freispruch mehrere weitere Unrechtsurteile des deutschen Sondergerichts Prag bekanntgeworden, an denen Rhode als Ankläger beteiligt gewesen war.
Am 19. Januar 1960 erstatten die damaligen Studenten Reinhard Strecker und Wolfgang Koppel im Auftrag des „Sozialistischen Deutschen Studentenbundes“ (SDS) Strafanzeige gegen Rhode und 42 weitere ehemalige NS-Justizjuristen wegen des Verdachts auf Rechtsbeugung in Tateinheit mit Totschlag. Strecker war Initiator der Ausstellung Ungesühnte Nazijustiz. Die Anzeige des SDS gegen Rhode listete sieben Todesurteile des Sondergerichts Prag auf, bei denen Rhode die Anklage vertreten hatte. Am 24. März 1960 folgte eine Strafanzeige des tschechoslowakischen Verbandes der antifaschistischen Widerstandskämpfer. Der Verband listete insgesamt 28 Verfahren auf, an denen Rhode als Staatsanwalt des Sondergerichts Prag beteiligt gewesen war. Mit den Strafanzeigen des SDS und des tschechoslowakischen Verbandes der antifaschistischen Widerstandskämpfer lag der Staatsanwaltschaft am Landgericht Kiel, Rhodes früherer Wirkungsstätte, die formale Voraussetzung für die Einleitung eines Ermittlungsverfahrens gegen Rhode vor. Erst nach Vorliegen dieser Strafanzeigen begann die Staatsanwaltschaft beim Landgericht Kiel gegen Rhode zu ermitteln, obwohl im schleswig-holsteinischen Landesjustizministerium die Vorwürfe gegen Rhode schon lange zuvor bekannt gewesen waren. Am 11. Mai 1960 wurde Rhode zu den Anschuldigungen gegen ihn vernommen. Anfang Dezember 1960 wurde das Ermittlungsverfahren gegen Werner Rhode eingestellt.
Anfang August 1962 erklärte ein Sprecher des Landesjustizministeriums von Schleswig-Holstein, dass dort Rhodes Mitwirkung an nationalsozialistischen Gerichtsurteilen bekannt sei, dass seine Ministerium aber nicht vorhabe, Rhode dafür zur Verantwortung zu ziehen.
Werner Rhode konnte seine Karriere relativ unbeschadet fortsetzen. Zwar konnte er im schleswig-holsteinischen Justizministerium nach Eröffnung des Ermittlungmittlungsverfahrens für zwei Jahre nur mit Einschränkungen arbeiten – Schleswig-Holsteins Justizminister Bernhard Leverenz ordnete im Frühjahr 1960 an, Rhode bis auf weiteres nicht mehr mit der Überprüfung von Einzelstrafsachen zu betrauen, um keinen möglichen Anfechtungsgrund gegen Rhodes Entscheidungen in Einzelstrafsachen zu bieten. Rhode wurde aber gleichwohl am 20. März 1962 zum Regierungsdirektor ernannt. 1979 wurde Rhode im Rang eines Leitenden Ministerialrates pensioniert.